# Les Moëres
Les Moëres är en kommun i departementet Nord i regionen Hauts-de-France i norra Frankrike. Kommunen ligger i kantonen Hondschoote som tillhör arrondissementet Dunkerque. År 2018 hade Les Moëres 988 invånare.

## Befolkningsutveckling
Antalet invånare i kommunen Les Moëres
| Referens: INSEE |